# Sumartin
Sumartin is een plaats in de gemeente Selca in de Kroatische provincie Split-Dalmatië. De plaats telt 482 inwoners (2001).